# Castilleja miniata
Castilleja miniata är en snyltrotsväxtart som beskrevs av David Douglas och William Jackson Hooker. Enligt Catalogue of Life ingår Castilleja miniata i släktet målarborstar och familjen snyltrotsväxter, men enligt Dyntaxa är tillhörigheten istället släktet målarborstar och familjen snyltrotsväxter. Det är osäkert om arten förekommer i Sverige.

## Underarter
Arten delas in i följande underarter:
- C. m. elata
- C. m. miniata
- C. m. dixonii
- C. m. fulva

## Bildgalleri

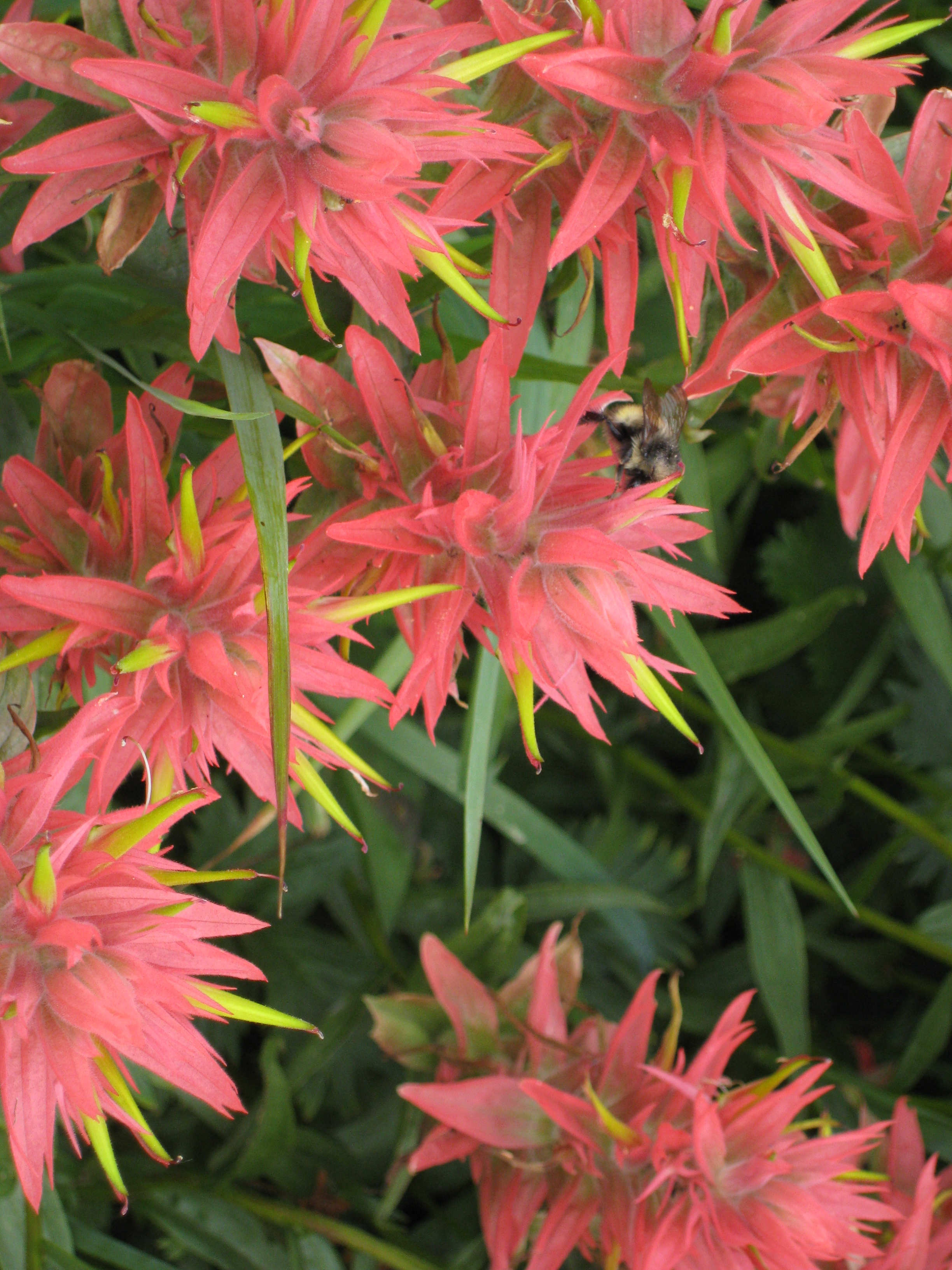
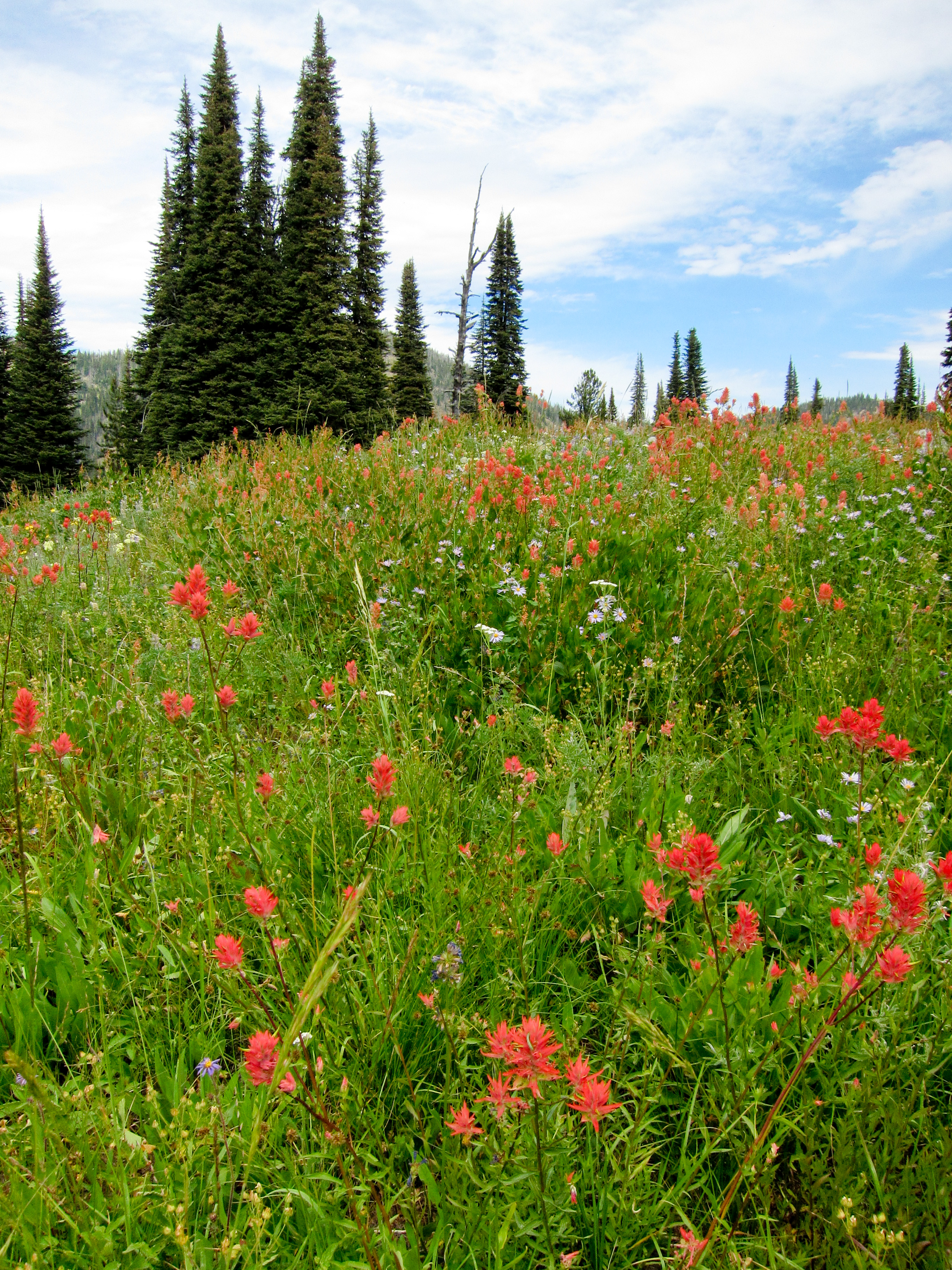
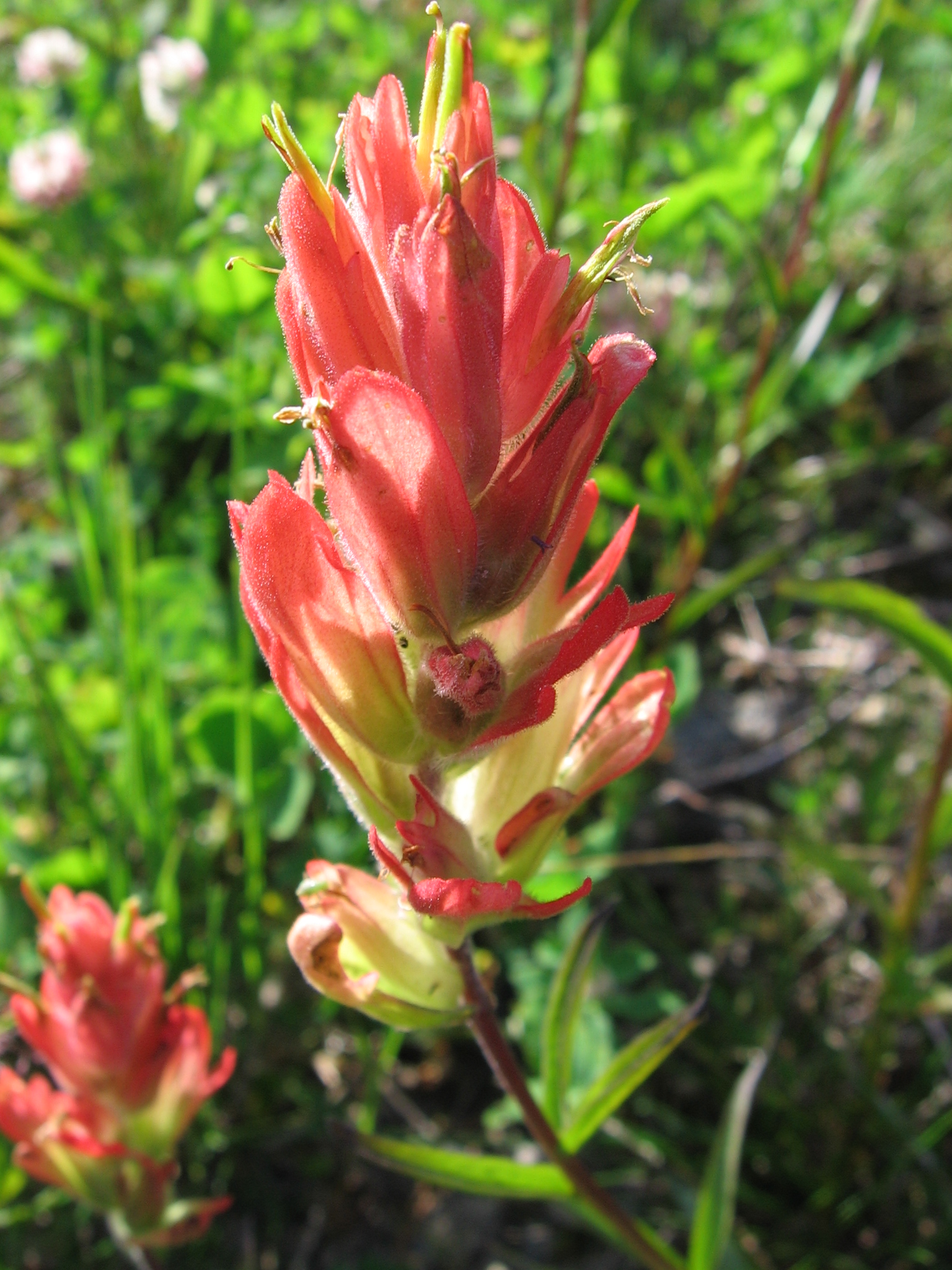
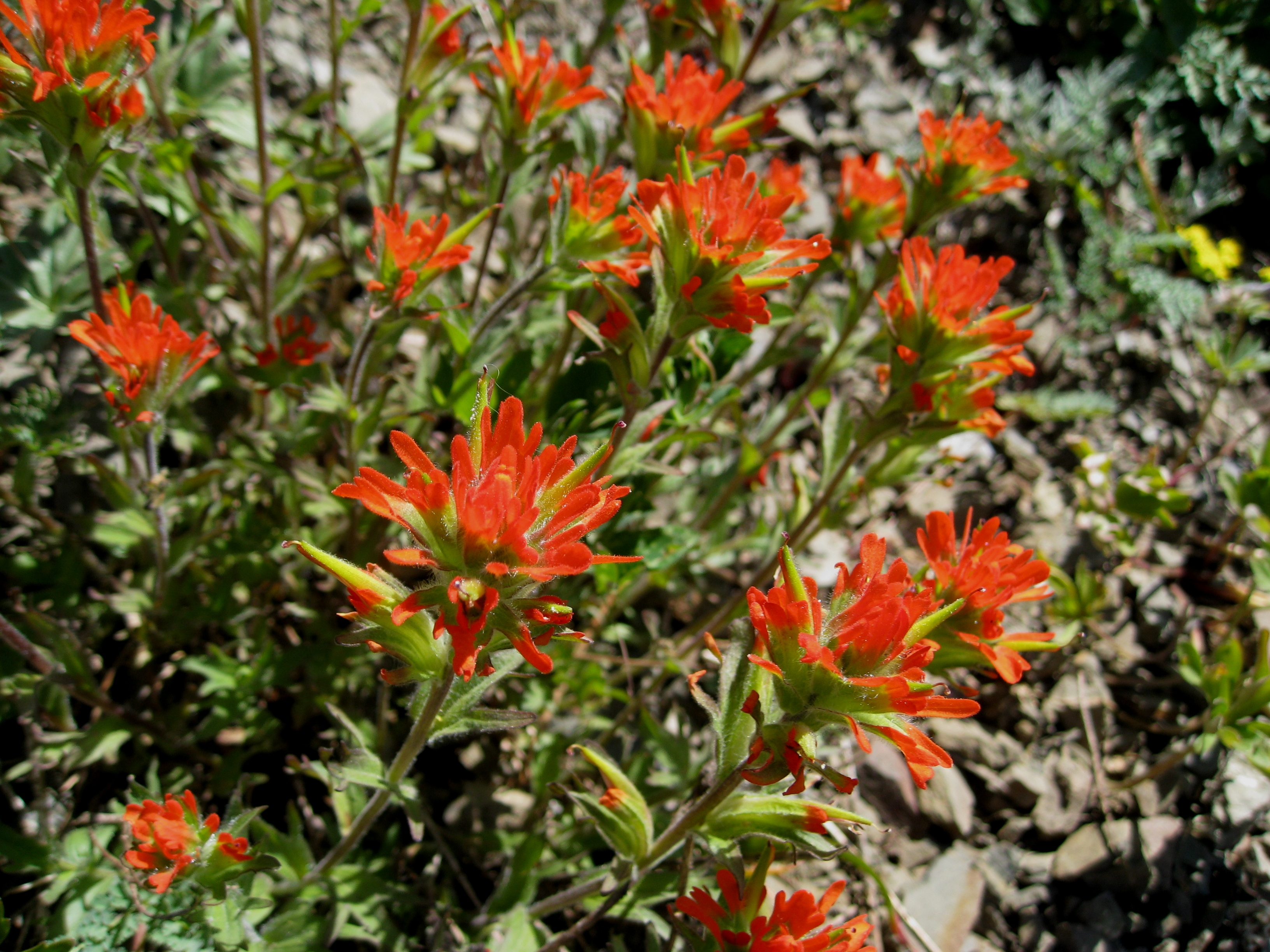
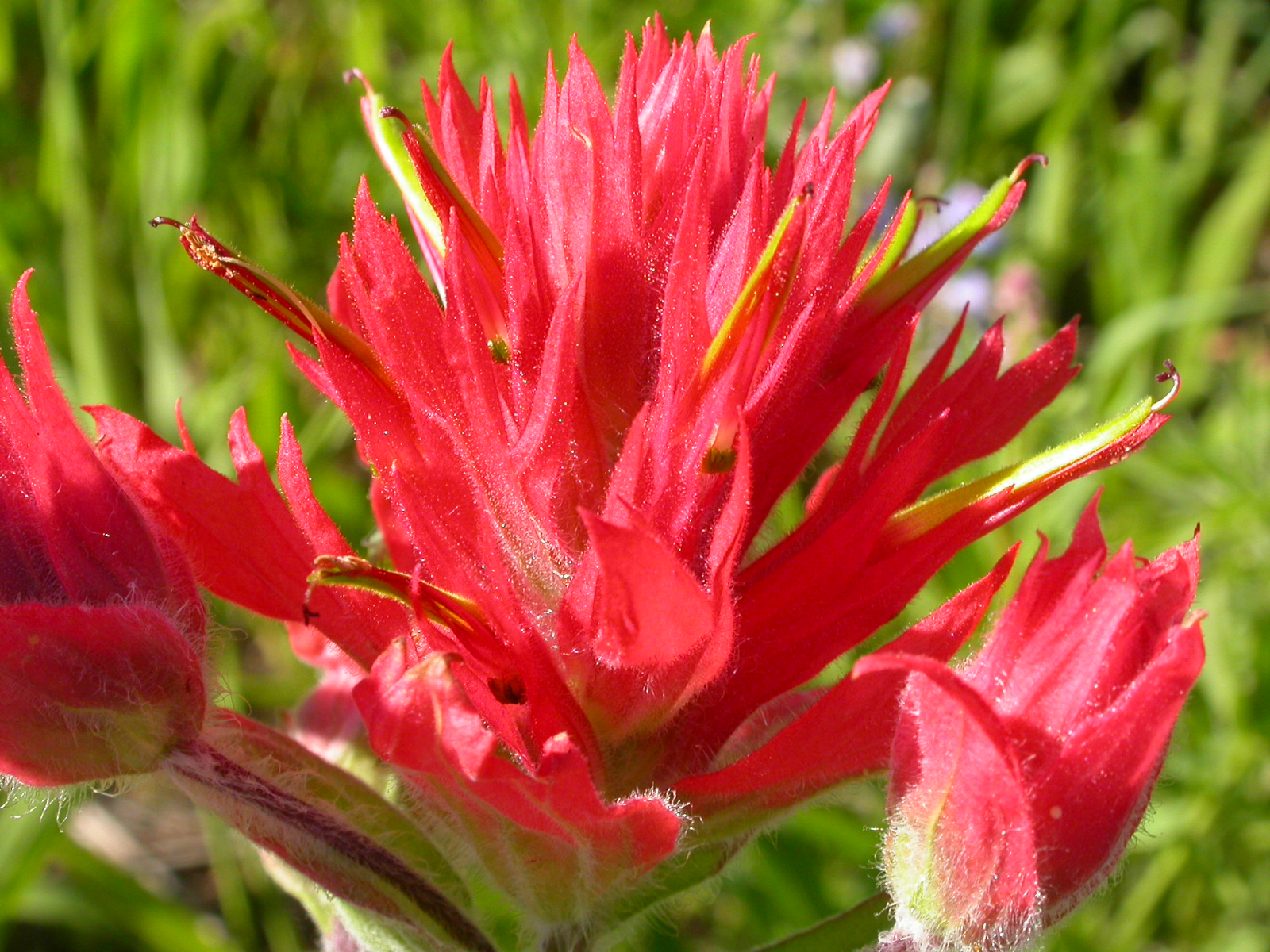
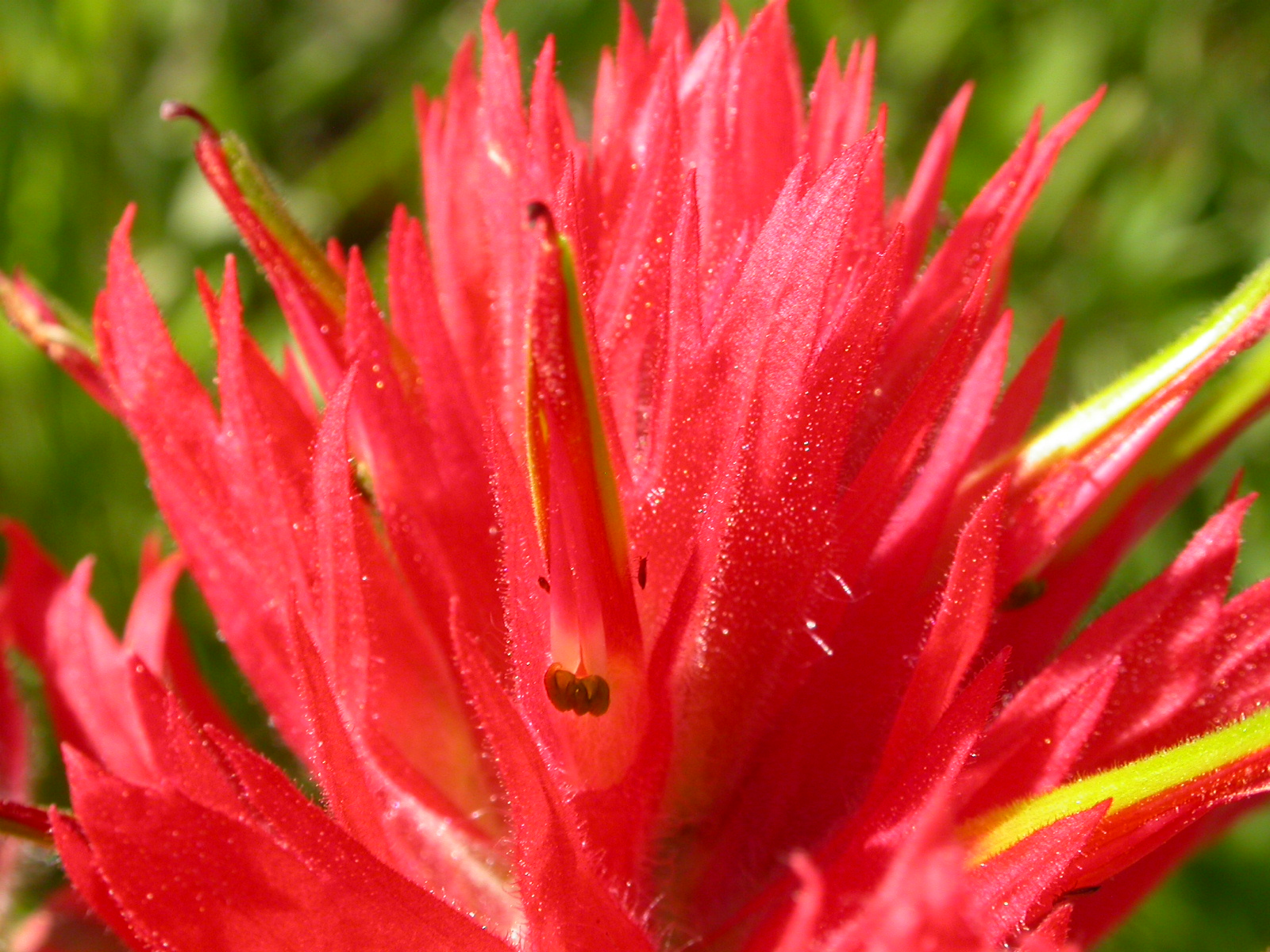